# セルペイスク
座標: 北緯54度20分7秒 東経34度59分20秒 / 北緯54.33528度 東経34.98889度
セルペイスク（ロシア語: Серпейск）はロシア・カルーガ州メシチョフスク地区(ru)の村落（село / セロ）である。セルペイスカ川に面している。人口は2012年の時点で1265人。
中世のセルペイスクは都市（город / ゴロド）であり、史料上の初出は1406年である。幾度かリトアニア大公国、ポーランド・リトアニア共和国領となりつつも、1634年のスモレンスク戦争終結後にはロシア領となり、現在に至る。その後人口は減少し、1796年にはザシュタトヌィー・ゴロド(ru)（Заштатный город。郡役所が無くなった都市。帝政ロシアの行政上の用語）となり、1919年には都市から降格した。
セルペイスクには18世紀末の教会が2つ現存している。